# Alcides Rodrigues

Alcides Rodrigues (Santa Helena de Goiás, 8 de octubre de 1950) es un político brasileño perteneciente al Partido Progresista. Fue gobernador del estado de Goiás entre el 2006 y el 2011 sucediendo a Marconi Perillo del PSDB. Además fue diputado estadual, alcalde de su ciudad natal y vicegobernador por siete años antes de ser el gobernador.
Está casado con Raquel Mendes Vieira Rodrigues, actual alcalde de Santa Helena de Goiás y es padre de dos hijos.
En las elecciones a gobernador de Goiás del 2006 quedó en primer lugar en la primera vuelta con un 48% de los votos. Al no superar el 50% tiene que enfrentarse a Maguito Vilela en una segunda vuelta. En ella consiguió el 57% de los votos obteniendo por tanto el puesto de gobernador, cargo que mantendrá hasa el 2010.
- Datos: Q514040
- Multimedia: Alcides Rodrigues / Q514040